# Dvoienka
Dvoienka (en rus: Двоенка) és un poble de l'óblast de Saràtov, a Rússia, segons el cens del 2010 tenia 512 habitants. Pertany al districte municipal de Líssie Gori.